# 彭陽県
彭陽県（ほうよう-けん）は中華人民共和国寧夏回族自治区固原市に位置する県。

## 行政区画
- 鎮:白陽鎮、王窪鎮、古城鎮、紅河鎮
- 郷:新集郷、城陽郷、馮荘郷、小岔郷、孟塬郷、羅窪郷、交岔郷、草廟郷